# Кузнецов, Виктор Борисович
Виктор Борисович Кузнецов (14 мая 1950, Свердловск — 16 февраля 1998, Москва) — советский хоккеист, советский и российский тренер, мастер спорта СССР международного класса.

## Биография
Родился 14 мая 1950 года в Свердловске в семье участника Великой Отечественной войны. В школьные годы, выступая за детскую футбольную команду стадиона пионеров и школьников, подавал большие надежды. Позже увлёкся хоккеем. До 14 лет, когда играл в дворовый хоккей, стоял на воротах, потому что у него не было коньков. Позже довольно быстро научился кататься на коньках и стал капитаном школьной команды, играя на позиции защитника. В 1965 году участвовал в первом розыгрыше турнира «Золотая шайба». Его команда завоевала бронзовые медали, а Кузнецов был признан лучшим защитником турнира. После этого полностью переключился с футбола на хоккей и начал тренироваться на «Юности» у Петра Петрова. Через три года был приглашён в молодежную команду «Автомобилист», где стал чемпионом страны среди юниоров, а осенью того же года 18-летний защитник дебютировал в команде мастеров. В сезоне, принесшем свердловчанам пятое место, сыграл 18 матчей. Постепенно закрепился в основном составе «Автомобилиста», стал комсоргом команды. Отличался грамотным выбором позиции, действовал корректно. Фирменной особенностью Кузнецова считались подключения в атаку.
По итогам сезона-1973 «Автомобилист» расстался с высшей лигой, и несколько его хоккеистов перешли в другие клубы. Кузнецов принял приглашение «Крыльев Советов». У него откровенно не складывались отношения с наставником «Автомобилиста» Владимиром Шумковым. В первом же матче забросил шайбу, позволившую его новой команде свести вничью соперничество со «Спартаком» (5:5). В 1974 стал чемпионом СССР и обладателем кубка СССР.
В 1974 году Виктор Кузнецов был вызван в сборную СССР тренером «Крыльев» и сборной Борисом Кулагиным и стал стал чемпионом мира и Европы 1974.
В 1974 году состоялась суперсерия с канадцами из Всемирной хоккейной ассоциации. Кузнецов сыграл в 5 матчах из 8.
В декабре 1975 года команда «Крылья Советов» участвовала вместе с ЦСКА в первой серии игр между СССР и НХЛ на уровне клубов.
В середине 1970-х годов были ужесточены правила призыва в армию, после чего, в частности, служить отправились многие сильнейшие хоккеисты профсоюзных клубов, чей возраст подошёл вплотную к границе призывного. Так 26-летний Кузнецов в 1977 году оказался в ЦСКА, в составе которого во второй раз стал обладателем золотой медали чемпионата СССР.
В 1978 году Кузнецов вернулся в «Крылья Советов» и в 1979 году стал обладателем Кубка Шпенглера, был признан лучшим защитником этого турнира. Во время проведения турнира помогал тренерскому штабу с переводом на немецкий язык.
В сезоне 1980 вместе со спартаковцами Спиридоновым и Подгорцевым Кузнецов был откомандирован в «Автомобилист», забросил в 11 матчах 4 шайбы, но всё же не сумел спасти родной клуб от расставания с высшей лигой.
Последующие три сезона (1981—1983) играл за воскресенский «Химик», как говорил он сам, «из спортивного интереса», а в 33 года повесил коньки на гвоздь.
За карьеру провел 392 матча (из них 35 — в сборной СССР), забросил 50 шайб и сделал 48 результативных передач.

### Образование
Окончил Институт физкультуры (вместе с Владиславом Третьяком, Владимиром Петровым и др.), в 1993 году, высшую школу тренеров. Получил несколько предложений стать вторым тренером в командах высшей и первой лиг, в том числе — от «Автомобилиста», но хотел работать самостоятельно.

### Тренерская карьера
Куратором Виктора Кузнецова был Анатолий Тарасов, который позже и направил его в Глазов развивать хоккей в глубинке. Так началась тренерская карьера Кузнецова во главе ХК «Прогресс». Весной 1987 клуб добился лучшего за всю свою историю достижения, став обладателем Кубка РСФСР. В январе 1989-го Кузнецов принял приглашение тренировать саратовский ХК «Кристалл», а ещё через полтора года возглавил родной «Автомобилист».
Ввёл в состав команды тройку 17-летних нападающих Субботин — Яшин — Зайков. В целом сезон в «Автомобилисте» получился непростым. Поигравший в лучших клубах страны Кузнецов предъявлял очень жёсткие требования своим новым подопечным, зачастую оказывался, быть может, чересчур бескомпромиссным. Весной 1991-го достиг апогея его конфликт с ведущим форвардом команды Дмитрием Поповым, собиравшимся из-за этого уехать из Свердловска. Кузнецов был освобождён от работы в «Автомобилисте».
В дальнейшем тренировал ещё три клуба. В сезоне-1994 «Итиль» занял седьмое место в чемпионате МХЛ — на тот момент представители столицы Татарстана никогда ещё не поднимались столь высоко.
Скончался в 47 лет 16 февраля 1998 года от лейкоза. Похоронен на Хованском (Центральном) кладбище Москвы (участок 38М).

## Тренерская карьера
- Главный тренер «Прогресс» Глазов в 1986—1989 гг.
Обладатель Кубка РСФСР — 1987.
- Главный тренер «Кристалл» Саратов в 1989—1990 гг.
- Главный тренер «Автомобилист» Свердловск в 1991—1992 гг.
- Главный тренер «Итиль» Казань в 1993—1994 гг.
- Главный тренер ЦСК ВВС Самара в 1996 г.
- Главный тренер «Нефтяник» Альметьевск в 1997 г.
Бронзовый призёр первенства России—1997.
- Главный тренер «Нефтехимик» Нижнекамск в 1998 г.

## Достижения
- Чемпион мира — 1974
- Чемпион Европы — 1974
- Чемпион СССР 1974, 1977
- Серебряный призёр чемпионата СССР — 1975
- Бронзовый призёр чемпионата СССР — 1978
- Обладатель Кубка СССР — 1974
- Обладатель Кубка европейских чемпионов — 1975